# تناسق العين واليد

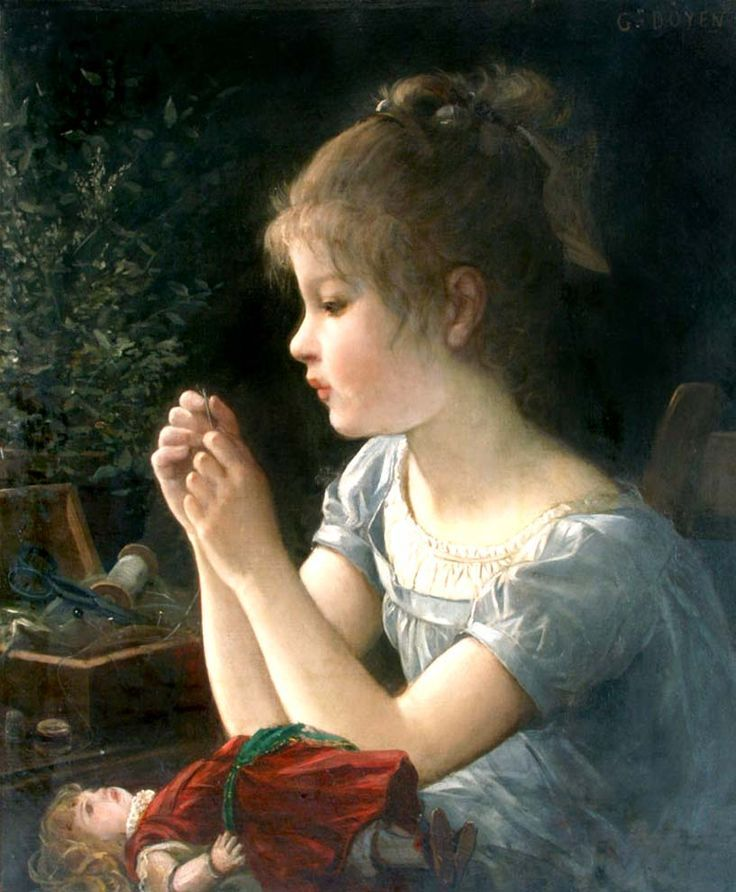
النظر وإمساك الأشياء: الفتاة الصغيرة ودميتها (1932)، لوحة جوستاڤ دوين

يشير مصطلح التناسق بين العين واليد (المعروف أيضًا باسم تناسق اليد-العين) (بالانجليزية: Eye–hand coordination) إلى التحكم المنسق في حركة العين بحركة اليد ومعالجة الإدراك البصري لتوجيه الوصول والإمساك مع استخدام الحس العميق لليدين لتوجيه العينين.
جرت دراسة التناسق بين اليد والعين في أنشطة متنوعة مثل حركة الأجسام الصلبة، مثل الكتل الخشبية والرماية والأداء الرياضي وحركة العين في قراءة الموسيقى وألعاب الكمبيوتر والنسخ على لوحة المفاتيح، وحتى أثناء إعداد الشاي.
يُعد هذا التناسق جزءًا من آليات أداء المهام اليومية؛ وفي حالة فقدانه، لن يتمكن معظم الناس من القيام حتى بأبسط الإجراءات مثل التقاط كتاب من طاولة.

## من الجانب التطوري

### فرضية العين والطرف الأمامي
تشير فرضية العين والطرف الأمامي (EF) أن النظام البصري للرئيسيات قد تغير بالتوازي مع تخصص اليد من خلال آلية تطورية مشتركة. وأصبحت النتيجة النهائية إدراكًا دقيقًا للعمق وسرعة ودقة اليد عند الإمساك.

#### لماذا تتجه عيون الرئيسيات إلى الأمام ولماذا لا تتقاطع الأعصاب عن العين؟
لماذا كل الرئيسيات بما في ذلك البشر تتجه أعينهم إلى الأمام مباشرة؟ ولماذا تمتلك الرئيسيات تصالبًا بصريًا (OC)، حيث يتكون نصفه تقريبًا (45 بالمائة) من أعصاب غير متقاطعة؟
تقول الفكرة التقليدية إن هذه الرؤية مجتمعة مع مجهر عالي الجودة لتعزيز الرؤية العميقة. ومع ذلك، تقدم مقالة في مجلة الدماغ والسلوك والتطور "فرضية العين - الأطراف الأمامية" (فرضية EF) التي تشير إلى أن الهيكل العصبي للنظام البصري لدى الرئيسيات تطور لغرض مختلف تمامًا. تفترض "فرضية العين - الأطراف الأمامية" أن لها قيمة انتقائية لوجود مسارات عصبية قصيرة بين مناطق الدماغ التي تتلقى معلومات بصرية عن اليد والنواة الحركية التي تتحكم في تناسق اليد. جوهر "فرضية العين - الأطراف الأمامية"هو أن التحول التطوري في التصالب البصري سيؤثر على طول هذه المسارات العصبية.
تتمثل إحدى طرق اختبار الفرضية في مقارنة دقة اليد اليسرى وسرعتها، على سبيل المثال، عند أداء المهام في مجال الرؤية الأيمن والأيسر على التوالي.
أجريت العديد من هذه التجارب. على الرغم من أنها لم تجري في المقام الأول لاختبار "فرضية العين - الأطراف الأمامية"، إلا أن النتائج تتوافق بوضوح مع الفرضية: دقة وسرعة أعلى طالما أن اليد تعمل في مجال الرؤية المماثل. يعتقد بيرلوتشي وأخرون أن تفاعلات اليد مع المحفزات البصرية في مجال الرؤية المماثل مدمجة في نصف الكرة المقابل، مما ينتج عنه عدد أقل من نقاط الاشتباك العصبي لتمرير الإشارات، الأمر الذي يؤدي إلى مهارات حركية أسرع من المحفزات البصرية المعروضة عكس الجانب.

##### الرئيسيات تستخدم أيديها ومخالبها بمهارة تحت إشراف العين
تستخدم الرئيسيات والقطط أطرافها الأمامية بمهارة بإشراف العين، وتمتلك الرئيسيات والقطية نسبة عالية من الإسقاطات الشبكية المماثلة (IRP) (45٪ على التوالي 30٪).
بينما التماسيح ومعظم الطيور والأسماك تفتقر إلى نسبة عالية من الإسقاطات الشبكية المماثلة بسبب فرضية العين - الأطراف الأمامية. ولأسباب تشريحية / وظيفية، لا تستخدم التماسيح والطيور والأسماك سوى القليل من الطرف الأمامي في مساحتها الأمامية.
الضفدع ذو المخلب الأفريقي قيطم أفريقي لديه فقط إسقاطات متقاطعة قبل التحول، وبعد ذلك يطور رؤية مجهرية وأطراف أمامية بمخالب. يستخدم قيطم أفريقي مخالبه عندما يمسك فريسة تقع أمام الضفدع.
تفتقر الدلافين إلى نسبة عالية من الإسقاطات الشبكية المماثلة، وهو ما يتوافق مع الفرضية لأن الطرف الأمامي للدلفين (الزعنفة الصدرية) يستخدم بشكل جانبي فقط. بين الجرابيات، ثلاثة أنواع من الكائنات متسلقة الأشجار لديها نسبة عالية من الإسقاطات الشبكية المماثلة. لدى ومبت عدد قليل جدًا من نسبة عالية من الإسقاطات الشبكية المماثلة، وهو ما يتوافق مع فرضية العين - الأطراف الأمامية، نظرًا لأنه من الحيوانات العاشبة الأرضية. هذا النوع من البحث عن الطعام يقلل من الحاجة إلى تحكم بصري ممتاز في مقدمة القدم. تقع الجرابيات الأخرى بين هذين الطرفين.
تقدم فرضية العين - الأطراف الأمامية، جهات نظر جديدة حول التطور البشري. تعتبر ميزة التحكم اليدوي بالعين من السمات النموذجية للقرود. تشير الأدلة الأحفورية إلى أن الرئيسيات الفعلية الأولى ظهرت منذ حوالي 55 مليون سنة. حتى مع ذلك، يبدو أن اليد كانت مخصصة للإمساك. قد يكون أسلاف الرئيسيات الأوائل قد طوروا هذه القبضة الخاصة لتحقيق وأكل الزهور والرحيق والأوراق في الفروع البعيدة للأشجار. يدعي الباحثان بلوخ وبوير أن قدرة قبضة اليد قد تطورت قبل التخصص البصري للقرود. على العكس من ذلك، تشير فرضية فرضية العين - الأطراف الأمامية إلى أن نظام رؤية الرئيسيات تطور بالتوازي مع تخصص اليد من خلال آلية تطورية مشتركة. من حيث المبدأ، فإن الزيادة في نسبة عالية من الإسقاطات الشبكية المماثلةىلها قيمة انتقائية في الحيوانات التي تستخدم الطرف الأمامي بانتظام في مجال الرؤية الأمامي.

## السلوك والحركية
أجرى علماء الأعصاب بحثًا مكثفًا عن سلوك النظرات البشرية، مع دراسات أشارت إلى أن استخدام النظرة محدد جدًا لمهمة معينة، ولكن عادةً ما يُظهر البشر تحكمًا استباقيًا لتوجيه حركتهم. عادةً تثبت العينين على الهدف قبل استخدام اليدين للانخراط في حركة، مما يشير إلى أن العينين توفران معلومات مكانية لليدين. تختلف المدة التي تظهر فيها العينان على هدف لحركة اليد، في بعض الأحيان تظل العيون مثبتة حتى تكتمل المهمة. في أوقات أخرى، يبدو أن العينين تستكشفان الأشياء الأخرى ذات الأهمية قبل أن تمسك اليد بها وتعالجها.

### حركة اليد الموجهة بالعين
عند استخدام العينين واليدين في التمارين الأساسية، توجه العيون عمومًا حركة اليدين نحو الأهداف. علاوة على ذلك، توفر العيون معلومات أولية عن الكائن، بما في ذلك حجمه وشكله وربما مواقع الإمساك التي تُستخدم لتحديد القوة التي تحتاج أطراف الأصابع لبذلها للانخراط في مهمة.
بالنسبة للمهام المتسلسلة، تحدث حركة النظرات أثناء الأحداث الحركية المهمة مثل تغيير اتجاه الحركة أو عند اجتياز المعالم المتصورة. يرتبط هذا بطبيعة العين الموجهة نحو البحث وعلاقتها بتخطيط حركة اليدين والأخطاء بين خرج إشارة المحرك والنتائج التي تدركها العين والحواس الأخرى التي يمكن استخدامها للحركة التصحيحية. تميل العيون إلى "إعادة تصحيح" الهدف لتحديث ذاكرة شكله، أو لتحديث التغييرات في شكله أو هندسته في مهام الرسم التي تتضمن ربط الإدخال البصري وحركة اليد لإنتاج نسخة مما كان محسوس - ملموس. في المهام عالية الدقة، عند العمل على كميات أكبر من المحفزات البصرية، يزداد الوقت المستغرق لتخطيط وتنفيذ الحركة بشكل خطي، وفقًا لقانون فيتس.

### مرشد يدوي لحركة العين
أظهر البشر القدرة على توجيه حركة العين نحو اليد بدون رؤية، باستخدام الإحساس باستقبال الحس العميق، مع أخطاء بسيطة فقط تتعلق بالمعرفة الداخلية لموضع الأطراف. لقد ثبت أن الحس العميق للأطراف، في كل من الحركة النشطة والسلبية، يؤدي إلى تجاوزات العين عند استخدام اليدين لتوجيه حركة العين. تنتج هذه التجاوزات عن التحكم في حركة العين بدلاً من الحركة السابقة لليدين في التجارب.  هذا يعني أن الحس العميق القائم على الأطراف يمكن أن يتحول إلى إحداثيات محرك بصري لتوجيه العين، مما يسمح بتوجيه الأيدي والأقدام. 

## المتلازمات السريرية
سُجل على العديد من الاضطرابات والأمراض والعيوب التي تؤدي إلى اضطراب التناسق بين العين واليد، بسبب تلف الدماغ نفسه، أو تنكس الدماغ بسبب المرض أو الشيخوخة، أو عدم القدرة الواضحة على تناسق الحواس بشكل كامل.

### الشيخوخة
وجد ضعف التناسق بين العين واليد عند كبار السن، خاصةً أثناء الحركات عالية السرعة والدقيقة. يُعزى ذلك إلى التدهور العام للقشرة، مما أدى إلى فقدان القدرة على حساب المدخلات المرئية وربطها بحركات اليد. ومع ذلك، في حين يميل كبار السن إلى قضاء المزيد من الوقت في هذه الأنواع من المهام، إلا أنهم لا يزالون قادرين على الحفاظ على نفس الدقة مثل البالغين الأصغر سنًا، ولكن فقط مع وقت إضافي. 

### متلازمة بالينت
تشير متلازمة بالينت إلى نقص كامل في التناسق بين العين واليد وقد ثبت أنها تحدث بمعزل عن ترنح بصري. إنها حالة نفسية نادرة تنتج في أغلب الأحيان عن الضرر الثنائي للقشرة الجدارية القذالية العلوية.
أحد الأسباب الأكثر شيوعًا هو السكتات الدماغية، لكن الأورام والصدمات ومرض الزهايمر يمكن أن تسبب أيضًا أضرارًا. يمكن أن يعاني مرضى متلازمة بالينت من 3 مكونات رئيسية: تعذر الأداء البصري، ترنح البصري، وعَمَهُ تَعَرُّفِ الشَّبيه. وهضه الحالة عندما يواجه المرضى صعوبة في إدراك أكثر من كائن واحد في وقت واحد.
ثمة ثلاث طرق مختلفة لإعادة التأهيل. النهج الأول هو النهج التكيفي أو الوظيفي. يتضمن مهام وظيفية تستخدم نقاط قوة المريض وقدراته. النهج الثاني هو نهج علاجي وينطوي على استعادة الجهاز العصبي المركزي من خلال تدريب المهارات الإدراكية. النهج الأخير هو نهج متعدد الساقات ويتضمن هذا النهج ممارسة استراتيجية مستهدفة في بيئة متعددة مع مهام ومتطلبات حركية متنوعة، إلى جانب مهام الوعي الذاتي.

### تعذر الأداء البصري
تعذر الأداء البصري هو حالة تنتج عن عدم قدرة الشخص التام على تناسق حركات العين واليد. على الرغم من تشابهه مع الترنح البصري، إلا أن آثاره تكون أكثر حدة ولا تأتي بالضرورة من تلف الدماغ، ولكنها قد تنجم عن عيوب وراثية أو تنكس الأنسجة. 

### الترنح البصري
الترنح البصري أو الترنح الحركي البصري هو مشكلة سريرية مرتبطة بتلف القشرة القذالية الجدارية في الإنسان، مما يؤدي إلى نقص التناسق بين العينين واليد.
يمكن أن يؤثر على إحدى اليدين أو كلتيهما ويمكن أن يكون موجودًا في جزء من المجال البصري أو المجال البصري بأكمله. غالبًا ما يُنظر إلى الترنح البصري على أنه ضعف عالي المستوى في التناسق بين العين واليد ناتج عن سلسلة من الإخفاقات في التحولات الحسية للحركة في القشرة الجدارية الخلفية.
لا يزال الإدراك البصري والتسمية والقراءة ممكنًا، لكن المعلومات المرئية لا يمكنها توجيه حركات اليد الحركية. غالبًا يخلط بين الرنح البصري ومتلازمة بالينت، ولكن أظهرت الأبحاث الحديثة أن ترنح البصر يمكن أن يحدث بشكل مستقل عن متلازمة بالينت. عادة ما يعاني مرضى الرنح البصري من مشاكل في الوصول إلى الأشياء المرئية على جانب من العالم المقابل لجانب تلف الدماغ. غالبًا ما تكون هذه المشكلات مرتبطة باتجاه النظرة الحالي، ويبدو أنه أعيد تخطيطها جنبًا إلى جنب مع التغييرات في اتجاه النظرة. يُظهر بعض المرضى الذين أصيبوا بأضرار في القشرة الجدارية "مدى مغناطيسي": وهي مشكلة تبدو فيها النطاقات مائلة نحو اتجاه النظرة، حتى عندما تنحرف عن الشيء المطلوب للإمساك. 

### مرض الشلل الرعاش
لوحظ أن البالغين المصابين بمرض باركنسون يظهرون نفس الإعاقات مثل الشيخوخة الطبيعية، فقط بدرجة أكثر خطورة، بالإضافة إلى فقدان السيطرة على الوظائف الحركية وفقًا للأعراض الطبيعية للمرض. إنه اضطراب حركي ويحدث عندما يكون هناك تدهور في الخلايا العصبية الدوبامينية التي تربط المادة السوداء بالنواة المذنبة. تشمل الأعراض الأولية للمريض تصلب العضلات، وبطء الحركة، ورعاش أثناء الراحة، وعدم استقرار الوضع. لقد ثبت أن القدرة على التخطيط والتعلم من التجربة تسمح للبالغين المصابين بمرض باركنسون بتحسين أوقاتهم، ولكن فقط في ظل الظروف التي يستخدمون فيها الأدوية لمكافحة آثار مرض باركنسون. يُعطى بعض المرضى ليفودوبا، وهو مقدمة للدوبامين قادر على عبور الحاجز الدموي الدماغي ثم يمتص بواسطة الخلايا العصبية الدوبامينية ثم تحويله إلى الدوبامين.